# The Last Shot (1922)
The Last Shot is een Amerikaanse kortfilm uit 1922, geregisseerd door Bud Fisher en is gebaseerd op een strip van Mutt en Jeff.